# Ранковце (община Ранковце)
Ра́нковце (макед. Ранковце) — село в Республике Македония, центр одноименной общины Ранковце, расположено в области Славиште.

## Население
По переписи 2002 года, село населяли 1192 жителя.
| Национальность | Всего |
| македонцы      | 1133  |
| цыгане         | 53    |
| сербы          | 1     |
| другие         | 5     |